# Carl Magnus von der Pahlen

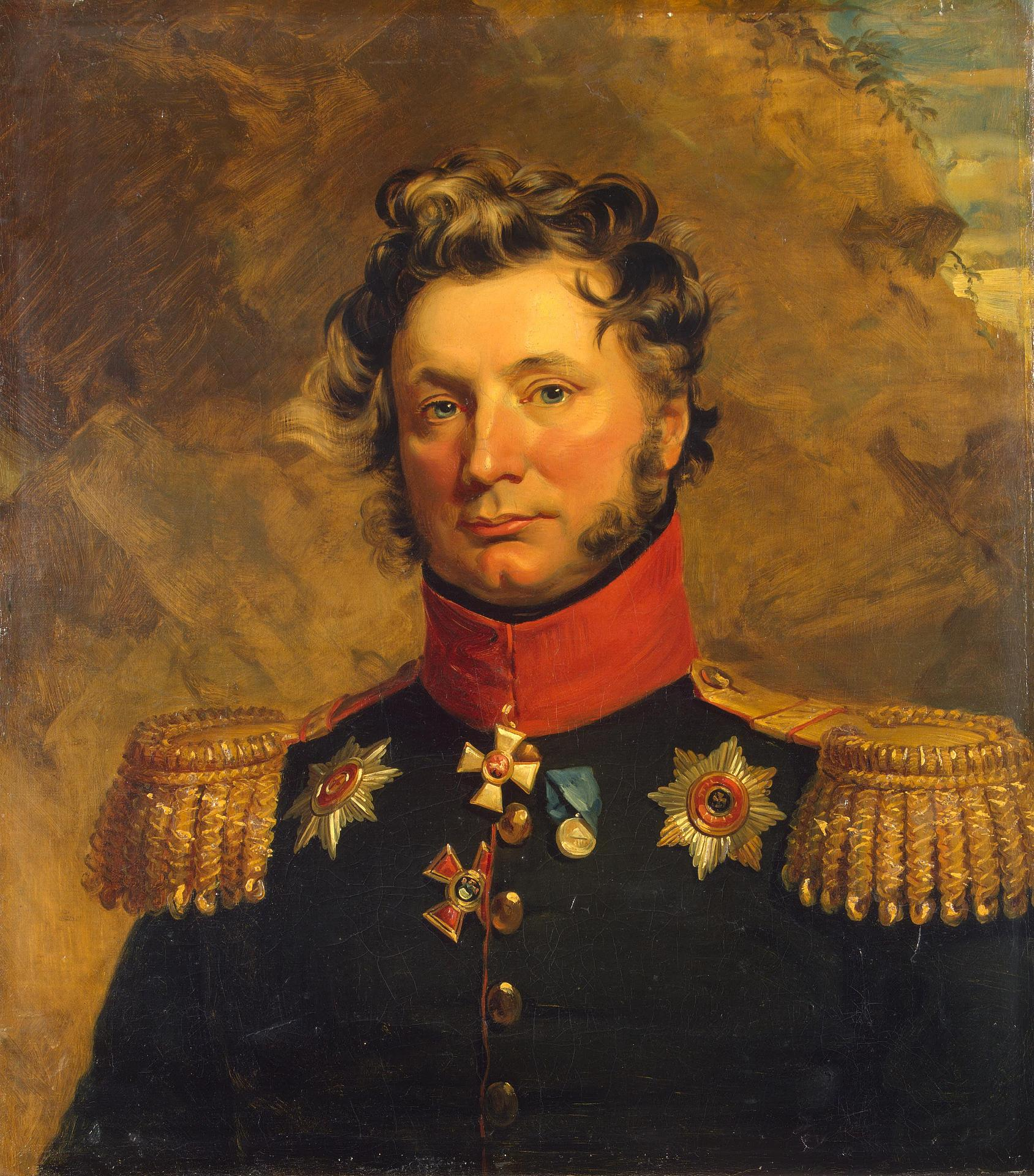
Carl Magnus Freiherr von der Pahlen porträtiert von George Dawe

Carl Magnus Freiherr von der Pahlen (russisch Матвей Иванович Пален, Freiherr von Astrau; * 19. Februarjul. / 2. März 1779greg. in Reval; † 20. Maijul. / 1. Juni 1863greg. auf Gut Palmse, Estland) war ein russischer General und Politiker aus der deutschbaltischen Familie Pahlen.

## Leben
Carl Magnus, Sohn von Hans von der Pahlen (1740–1817) und Beate Gräfin Stenbock (1759–1845), Enkel Arend Diedrich von der Pahlens (1706–1753), entstammte der Linie Astrau einer 1679 bei der Freiherrnklasse der Schwedischen Ritterschaft introduzierten Familie. Sein Vater war Gutsherr auf Palms (Palmse) und Wannamois (Vanamõisa), estländischer Landrat und Gerichtspräsident zu Reval, sowie Kaiserlich russischer Oberstleutnant und Geheimrat.

### Militärische Laufbahn
Carl Magnus begann seine militärische Karriere mit 18 Jahren im Rigaer Dragoner-Regiment der russischen Armee. Carl Magnus nahm an mehreren Feldzügen teil, zuerst im Krieg von 1806/1807 gegen Napoleon. Er diente als Leutnant im Kavalier-Garderegiment und als Adjutant von Generalmajor (später Generalleutnant) Nikolai Alexejewitsch Tutschkow. In dieser Funktion bewährte er sich, so dass der preußischen Generalleutnant von L’Estocq ihn bei König Friedrich Wilhelm III. für den Orden pour le merite vorschlug. Mit Allerhöchster Kabinettsorder vom 13. Dezember 1807 verlieh Friedrich Wilhelm ihm diesen Orden. Auch im Vaterländischen Krieges 1812 und in den Befreiungskriegen zeichnete er sich aus, so am 2. April 1813 als Oberst im Gefecht bei Lüneburg, wo preußisch-russische Truppen unter Freiherr von Dörnberg eine französische Division unter General Morand schlugen. Er wurde zum Generalleutnant und später zum General der Kavallerie ernannt.

### Politische Ämter und Aufgaben
Nach dem Friedensschluss 1815 gehörte Carl Magnus Freiherr von der Pahlen zwar weiterhin der russischen Armee an (der Zar ernannte ihn sogar zu seinem Generaladjutanten), doch wurde er mehr und mehr mit politischen Aufgaben betraut. Er wurde 
in den Reichrat berufen, war von 1821 bis 1827 gewählter Senator für Estland, ging 1827/1828 in diplomatischer Mission nach Schweden und war von 1828 bis 1835 Kurator der Kaiserlichen Universität Dorpat. Er war Mitglied der Estländischen Ritterschaft und wurde zusätzlich am 8. April 1833 in die Kurländische Ritterschaft aufgenommen. Von 1830 bis 1845 war er Generalgouverneur der russischen Ostseeprovinzen Livland, Estland und Kurland und Militärgouverneur von Riga.
Er war zweimal verheiratet, und zwar seit 1817 mit Elisabeth von Essen (1797–1820) – einziges Kind des Generalleutnants Magnus Gustav von Essen – und seit 1823 mit Katharina Arvelius (1800–1869).
Seinen Lebensabend verbrachte er auf seinen Gütern Palms (Palmse) und Arbafer (Arbavere) in Estland.